# (14988) Tryggvason
(14988) Tryggvason ist ein Hauptgürtelasteroid, der am 25. Oktober 1997 von Spacewatch am Kitt-Peak-Observatorium entdeckt wurde.
Der Asteroid wurde am 14. Juni 2003 nach dem isländisch-kanadischen Astronauten Bjarni Tryggvason benannt.